# John Lineker
John Lineker dos Santos de Paula (Paranaguá, Paraná; 1 de enero de 1990) es un artista marcial mixto brasileño que actualmente compite en la categoría de peso gallo de ONE Championship, donde fue el Campeón Mundial de Peso Gallo de ONE. Lineker tuvo un extenso paso de 16 peleas en las categorías de peso gallo y peso mosca de Ultimate Fighting Championship. Siendo profesional desde 2008, Linenker es reconocido por su agresivo estilo de pelea, su poder de KO y su durabilidad. Desde abril de 2023, está en la posición #9 del ranking libra por libra de ONE Championship según SCMP.

## Carrera en artes marciales mixtas

### Inicios
Lineker compitió en varias promociones en su país natal Brasil, incluyendo Samurai FC, Shooto Americas y Jungle Fight. Es ex campeón de peso gallo de Jungle Fight Bantamweight Champion y Nitrix Fights 2011 Bantamweight Grand Prix Champion.
Lineker hizo su debut profesional en las MMA en septiembre de 2008. Originalmente luchó en las divisiones de peso ligero y peso pluma, fuera de su clase de peso habitual. Compitió 11 veces en los primeros 15 meses de su carrera, acabando con un récord de 6 triunfos y 5 pérdidas.
A partir de 2010, Lineker bajó a las divisiones de peso gallo y peso mosca. Después de ese movimiento, fue invicto en los 13 combates antes de su debut en UFC.

### Ultimate Fighting Championship
En diciembre de 2011, se anunció que Lineker había firmado con el Ultimate Fighting Championship para competir en su nueva división de peso mosca.
Lineker hizo su debut en UFC contra Louis Gaudinot en UFC on Fox: Diaz vs. Miller el 5 de mayo de 2012. El combate fue disputado en un peso acordado de 127 libras, Lineker perdió peso. Gaudinot derrotó a Lineker a través de sumisión técnica en la segunda ronda. Ambos luchadores ganaron el premio a la Pelea de la Noche.
Se esperaba que Lineker se enfrente a Yasuhiro Urushitani el 1 de septiembre de 2012 en UFC 151. Sin embargo, después de que UFC 151 fuera cancelado, Lineker vs Urushitani fue reprogramado y tuvo lugar el 10 de noviembre de 2012 en UFC on Fuel TV 6. En tres rondas competitivas, el poder de Lineker hizo la diferencia en la pelea, ya que se impuso a Urushitani por decisión unánime.
Para su tercera pelea UFC, Lineker se enfrentó Azamat Gashimov el 18 de mayo de 2013 en UFC on FX 8. Ganó la lucha a través de TKO en la segunda ronda.
Se esperaba que Lineker enfrente a Phil Harris el 3 de agosto de 2013 en UFC 163. Sin embargo, Harris fue forzado a salir de la pelea y Lineker en cambio se enfrentó al recién llegado promocional José María. Lineker perdió la asignación de peso de 126 libras para una pelea de peso mosca, pesando 129 libras. Como resultado, entregó el 20 por ciento de su monedero a su oponente y el combate fue cambiado a peso acordado de 129 libras. Después de un ida y vuelta en primera ronda, Lineker ganó la lucha a través de TKO en la segunda ronda.
Después de esa victoria, Lineker fue una vez más programado para enfrentar a Phil Harris el 26 de octubre de 2013 en UFC Fight Night 30, y ganó la pelea por TKO. Lineker perdió peso por tercera vez en su carrera en UFC, haciendo que su campo revaluará su clase de peso.
Lineker enfrentó a Ali Bagautinov el 1 de febrero de 2014 en el UFC 169. Lineker volvió a perder peso en su primer intento. Se le permitió una hora para hacer el peso y tuvo éxito después de 45 minutos. Perdió la pelea por decisión unánime.
Lineker se enfrentó a Alptekin Özkiliç el 16 de julio de 2014 en UFC Fight Night 45. Ganó la pelea a través de KO debido a golpes en la tercera ronda. La victoria también le valió a Lineker a ganar su segundo premio Pelea de la Noche.
Se esperaba que Lineker se enfrentara a Ian McCall el 8 de noviembre de 2014 en el UFC Fight Night 56 como el evento coprincipal. Sin embargo, apenas horas después de que ambos combatientes habían hecho el pesaje con éxito, se anunció que Mccall había sido sacado del evento debido a una infección de la sangre. La pelea fue sacada del evento por completo.
La pelea con McCall finalmente tuvo lugar el 31 de enero de 2015 en UFC 183. En el pesaje, Lineker de nuevo no pudo obtener el límite de peso mosca. Era más de cuatro libras y posteriormente fue multado con el 30% de este monedero. Debido a los repetidos fallos de peso, se vio obligado a pasar a la división de peso gallo (135 libras). Ganó la pelea por decisión unánime.
En su retorno al peso gallo, Lineker enfrentó a Francisco Rivera el 5 de septiembre de 2015 en UFC 191. Ganó la pelea a través de la sumisión en la primera ronda. Ambos participantes ganaron el premio a Pelea de la Noche.
Se esperaba que Lineker se enfrente a Cody Garbrandt el 21 de febrero de 2016 en UFC Fight Night 83. Sin embargo, Lineker se retiró de la pelea durante la semana previa al evento citando una enfermedad y fue reemplazado por Augusto Mendes.
Lineker se enfrentó a Rob Font el 14 de mayo de 2016 en el UFC 198. Ganó la pelea por decisión unánime en la ronda 3.
Lineker enfrentó Michael McDonald el 13 de julio de 2016 en UFC Fight Night 91. Ganó la pelea por nocaut en la primera ronda y fue galardonado con el premio de la Actuación de la Noche.
Lineker se enfrentó a John Dodson el 1 de octubre de 2016 en UFC Fight Night 96. La pelea tuvo lugar en un peso de 136.5 libras porque Lineker perdió peso. Ganó la lucha por decisión dividida.
Lineker enfrentó al ex-Campeón de Peso Gallo de UFC,  T.J. Dillashaw el 30 de diciembre de 2016, en UFC 207. Lineker perdió por decisión unánime.
Lineker enfrentó a Marlon Vera el 28 de octubre de 2017, en UFC Fight Night 119. Ganó la pelea por decisión unánime.
Se esperaba que Lineker enfrentara a Jimmie Rivera el 30 de diciembre de 2017 en UFC 219, reemplazando al lesionado Dominick Cruz. El 24 de diciembre, se reportó que Lineker había sido forzado a retirarse de la pelea por infección dental. Por consecuencia, la pelea fue cancelada.
Lineker enfrentó a Brian Kelleher el 12 de mayo de 2018, en UFC 224. Ganó la pelea por KO en el primer asalto.
Se esperaba que Lineker enfrentara a Dominick Cruz el 26 de enero de 2019 en UFC 233. El 11 de diciembre de 2018 fue reportado que Cruz se lesionó el hombro y fue retirado de la pelea. Por la cancelación de la pelea en UFC 233, Lineker fue reagendado para enfrentar a Cory Sandhagen en UFC Fight Night 143. Sin embargo, el 10 de enero de 2019 fue reportado que Liener se había retirado de la pelea por una lesión de costilla.
La pelea con Sandhagen fue reagendada y finalmente tuvo lugar el 27 de abril de 2019, en UFC Fight Night: Jacaré vs. Hermansson. Lineker perdió la pelea por decisión dividida.
Se esperaba que Lineker enfrentara a Rob Font el 22 de junio de 2019, en UFC Fight Night 154, reemplazando a un lesionado Cody Stamann. Sin embargo, Lineker se retiró de la pelea por razones desconocidas.
El 2 de julio de 2019 fue reportado que Lineker había sido despedido de la UFC, y había firmado con ONE Championship el 8 de julio de 2019.

### ONE Championship
Lineker hizo su debut promocional contra Muin Gafurov en ONE Championship: Dawn Of Valor el 26 de octubre de 2019. Ganó la pelea por decisión unánime.
Lineker hizo su segunda aparición en la organización contra Kevin Belingon en ONE Championship: Inside the Matrix 3 el 13 de noviembre de 2020. Lineker derrotó a Bellingon por TKO en el segundo asalto.
Se esperaba que Lineker enfrentara al ex-Campeón de Peso Gallo de Brave CF Stephen Loman en ONE on TNT 4 el 28 de abril de 2021. Loman se retiraría de la cartelera , debido a dar positivo por COVID-19, y fue reemplazado por Troy Worthen. Lineker ganó la pelea por KO en el primer asalto.

#### Campeonato Mundial de Peso Gallo de ONE
Se esperaba que Lineker enfrentara al campeón reinante Bibiano Fernandes por el Campeonato de Peso Gallo de ONE en ONE Championship: X el 3 de diciembre de 2021. Sin embargo, debido a la pandemia, el evento fue pospuesto y la pelea trasladada a ONE Championship: Bad Blood el 11 de febrero de 2022. Lineker dio positivo por COVID días antes del evento y la pelea fue cancelada. La pelea fue reagendada para ONE Championship: Lights Out el 11 de marzo de 2022. Lineker ganó la pelea por KO en el segundo asalto para convertirse en el nuevo Campeón Mundial de Peso Gallo de ONE. Dicha victoria le haría merecedor de su primer premio de Actuación de la Noche.

#### Despojo de su título
Lineker estaba programado para hacer la primera defensa de su título contra el brasileño Fabricio Andrade en la estelar de ONE on Prime Video 3, el 21 de octubre de 2022, en el regreso de ONE Championship a Kuala Lumpur, Malasia, en más de dos años. Sin embargo, durante el pesaje, Lineker dio 145.75 libras, 0.75 libras sobre el límite de peso gallo, por lo que fue despojado de su título, multado con el 20% de su bolsa que fue hacía Andrade, y la pelea continuó en un peso pactado en el que sólo Andrade podía ganar el título. Durante el tercer asalto de la pelea mayormente controlada por Andrade, éste conecta un rodillazo a la ingle de Lineker que lo deja incapaz de continuar, declarando la pelea como sin resultado.
Una revancha entre Lineker y Andrade por el Campeonato Mundial Vacante de Peso Gallo de ONE se llevó a cabo el 25 de febrero de 2023, en ONE Fight Night 7. Perdió la pelea por TKO luego de que su esquina detuviera la pelea al final del cuarto asalto.
Lineker enfrentó Kim Jae Woong el 4 de agosto de 2023, en ONE Fight Night 13. En el pesaje, Lineker pesó 151 libras, 6 libras sobre el límite de peso gallo. Las pelea continuó en un peeso pactado con Lineker siendo multado con el 25% de su bolsa, que fue hacía Kim. Lineker ganó la pelea por TKO en el tercer asalto.
Lineker enfrentó a Stephen Loman el 29 de septiembre de 2023, en ONE Fight Night 14. Ganó la pelea por decisión unánime.

## Campeonatos y logros
- Ultimate Fighting Championship
  - Pelea de la Noche (Tres veces)
  - Actuación de la Noche (Una vez)
- ONE Championship
  - Campeonato Mundial de Peso Gallo de ONE (Una vez)
  - Actuación de la Noche (Una vez) vs. Bibiano Fernandes

## Récord en artes marciales mixtas
| Récord profesional | Récord profesional | Récord profesional |
| 48 peleas          | 37 victorias       | 10 derrotas        |
| ------------------ | ------------------ | ------------------ |
| Nocaut             | 18                 | 1                  |
| Sumisión           | 4                  | 3                  |
| Decisión           | 14                 | 6                  |
| Descalificación    | 1                  | 0                  |
| Sin resultado      | 1                  | 1                  |

| Resultado     | Récord    | Oponente            | Método                                | Evento                                 | Fecha                    | Ronda | Tiempo | Localización                | Notas |
| ------------- | --------- | ------------------- | ------------------------------------- | -------------------------------------- | ------------------------ | ----- | ------ | --------------------------- | --- |
| Victoria      | 37–10 (1) | Stephen Loman       | Decisión (unánime)                    | ONE Fight Night 14                     | 29 de septiembre de 2023 | 3     | 5:00   | Kallang                     | |
| Victoria      | 36–10 (1) | Kim Jae Woong       | TKO (golpes)                          | ONE Fight Night 13                     | 4 de agosto de 2023      | 3     | 4:56   | Bangkok                     | Pelea en peso pactado (151 lbs); Lineker no dio el peso. |
| Derrota       | 35–10 (1) | Fabricio Andrade    | TKO (paro de la esquina)              | ONE Fight Night 7                      | 24 de febrero de 2023    | 4     | 5:00   | Bangkok                     | Por el Campeonato Vacante de Peso Gallo de ONE. |
| Sin Resultado | 35–9 (1)  | Fabricio Andrade    | Sin Resultado (golpe bajo accidental) | ONE on Prime Video 3                   | 21 de octubre de 2022    | 3     | 2:44   | Kuala Lumpur                | Por el Campeonato Vacante de Peso Gallo de ONE. Lineker no dio el peso (145.75 lbs) y fue despojado del título. Sólo Andrade era elegible para ganar el título. Un golpe bajo accidental dejó a Lineker incapaz de continuar. |
| Victoria      | 35–9      | Bibiano Fernandes   | KO (golpe)                            | ONE Championship: Lights Out           | 11 de marzo de 2022      | 2     | 3:40   | Kallang                     | Ganó el Campeonato de Peso Gallo de ONE. Actuación de la Noche. |
| Victoria      | 34–9      | Troy Worthen        | KO (golpe)                            | ONE on TNT 3                           | 21 de abril de 2021      | 1     | 4:35   | Kallang                     | |
| Victoria      | 33–9      | Kevin Belingon      | TKO (golpes)                          | ONE Championship: Inside the Matrix    | 13 de noviembre de 2020  | 2     | 1:16   | Kallang                     | |
| Victoria      | 32–9      | Muin Gafurov        | Decisión (unánime)                    | ONE Championship: Dawn Of Valor        | 26 de octubre de 2019    | 3     | 5:00   | Kallang                     | Regreso a 61 kg (145 lbs). |
| Derrota       | 31–9      | Cory Sandhagen      | Decisión (dividida)                   | UFC Fight Night: Jacaré vs. Hermansson | 27 de abril de 2019      | 3     | 5:00   | Sunrise, Florida            | |
| Victoria      | 31–8      | Brian Kelleher      | KO (golpe)                            | UFC 224                                | 12 de mayo de 2018       | 3     | 3:43   | Río de Janeiro              | |
| Victoria      | 30–8      | Marlon Vera         | Decisión (unánime)                    | UFC Fight Night: Brunson vs. Machida   | 28 de octubre de 2017    | 3     | 5:00   | São Paulo                   | |
| Derrota       | 29–8      | T.J. Dillashaw      | Decisión (unánime)                    | UFC 207                                | 30 de diciembre de 2016  | 3     | 5:00   | Las Vegas, Nevada           | |
| Victoria      | 29–7      | John Dodson         | Decisión (dividida)                   | UFC Fight Night: Lineker vs. Dodson    | 1 de octubre de 2016     | 5     | 5:00   | Portland, Oregón            | |
| Victoria      | 28–7      | Michael McDonald    | KO (golpes)                           | UFC Fight Night: McDonald vs. Lineker  | 13 de julio de 2016      | 1     | 2:43   | Sioux Falls, South Dakota   | Actuación de la noche. |
| Victoria      | 27–7      | Rob Font            | Decisión (unánime)                    | UFC 198                                | 14 de mayo de 2016       | 3     | 5:00   | Curitiba                    | |
| Victoria      | 26–7      | Francisco Rivera    | Sumisión (guillotine choke)           | UFC 191                                | 5 de septiembre de 2015  | 1     | 2:08   | Las Vegas, Nevada           | Regreso a peso gallo. Pelea de la noche. |
| Victoria      | 25–7      | Ian McCall          | Decisión (unánime)                    | UFC 183                                | 31 de enero de 2015      | 3     | 5:00   | Las Vegas, Nevada           | |
| Victoria      | 24–7      | Alp Ozkilic         | TKO (golpes)                          | UFC Fight Night: Cerrone vs. Miller    | 16 de julio de 2014      | 3     | 4:51   | Atlantic City, New Jersey   | Pelea de la Noche. |
| Derrota       | 23–7      | Ali Bagautinov      | Decisión (unánime)                    | UFC 169                                | 1 de febrero de 2014     | 3     | 5:00   | Newark, New Jersey          | |
| Victoria      | 23–6      | Phil Harris         | TKO (golpes)                          | UFC Fight Night: Machida vs. Muñoz     | 26 de octubre de 2013    | 1     | 2:51   | Mánchester                  | |
| Victoria      | 22–6      | José Maria Tomé     | TKO (golpes)                          | UFC 163                                | 3 de agosto de 2013      | 2     | 1:03   | Río de Janeiro              | |
| Victoria      | 21–6      | Azamat Gashimov     | TKO (golpes)                          | UFC on FX: Belfort vs. Rockhold        | 18 de mayo de 2013       | 2     | 1:07   | Jaraguá do Sul              | |
| Victoria      | 20–6      | Yasuhiro Urushitani | Decisión (unánime)                    | UFC on Fuel TV: Franklin vs. Le        | 10 de noviembre de 2012  | 3     | 5:00   | Macau                       | |
| Derrota       | 19–6      | Louis Gaudinot      | Sumisión técnica (guillotine choke)   | UFC on Fox: Diaz vs. Miller            | 5 de mayo de 2012        | 2     | 4:54   | East Rutherford, New Jersey | Debut en peso mosca. Pelea de la noche |
| Victoria      | 19–5      | Iliarde Santos      | Decisión (dividida)                   | Jungle Fight 32                        | 10 de septiembre de 2011 | 3     | 5:00   | Sao Paulo                   | |
| Victoria      | 18–5      | Francisco Nazareno  | TKO (golpes)                          | Jungle Fight 30                        | 30 de julio de 2011      | 3     | 0:36   | Belém                       | |
| Victoria      | 17–5      | Luiz Salgadinho     | KO (golpe)                            | Jungle Fight 28                        | 21 de mayo de 2011       | 1     | 1:18   | Río de Janeiro              | |
| Victoria      | 16–5      | Renato Velame       | Sumisión (rear naked choke)           | Jungle Fight 27                        | 21 de abril de 2011      | 1     | 2:58   | Brasilia                    | |
| Victoria      | 15–5      | Saulo Martins       | TKO (golpes)                          | Shooto - Brazil 22                     | 1 de abril de 2011       | 1     | 3:30   | Brasilia                    | |
| Victoria      | 14–5      | Diego D'Avila       | Decisión (unánime)                    | Nitrix - Champion Fight 6              | 19 de febrero de 2011    | 3     | 5:00   | Brusque                     | |
| Victoria      | 13–5      | Alessandro Cordeiro | TKO (golpes)                          | Nitrix - Champion Fight 6              | 19 de febrero de 2011    | 1     | 3:44   | Brusque                     | |
| Victoria      | 12–5      | Felipe Alves        | Sumisión (rear naked choke)           | Gladiators Fighting Championship 2     | 16 de octubre de 2010    | 2     | 2:05   | Curitiba                    | |
| Victoria      | 11–5      | Alvino José Torres  | Sumisión (rear naked choke)           | Shooto - Brazil 18                     | 17 de septiembre de 2010 | 2     | N/A    | Brasilia                    | |
| Victoria      | 10–5      | Jetron Azevedo      | Decisión (unánime)                    | Gladiators Fighting Championship 1     | 8 de mayo de 2010        | 3     | 5:00   | Curitiba                    | |
| Derrota       | 9–5       | Israel Silva        | Decisión (unánime)                    | K.O. - Fight 3                         | 10 de abril de 2010      | 2     | 5:00   | Apucarana                   | |
| Victoria      | 8–5       | Larry Vargas        | DQ (golpes después de la campana)     | Full Heroes Battle 2                   | 5 de febrero de 2010     | 1     | 0:52   | Paranaguá                   | |
| Victoria      | 7–5       | Cica Cica           | Decisión (unánime)                    | Full Heroes Battle 2                   | 5 de febrero de 2010     | 3     | 5:00   | Paranaguá                   | |
| Derrota       | 6–5       | Rafael Silva        | Decisión (unánime)                    | Warrior's Challenge 4                  | 30 de diciembre de 2009  | 3     | 5:00   | Porto Velho                 | |
| Victoria      | 6–4       | Wagner Campos       | TKO (golpes)                          | Brazilian Fight League 5               | 19 de diciembre de 2009  | 2     | N/A    | Curitiba                    | |
| Derrota       | 5–4       | Andre Luis          | Decisión (unánime)                    | Samurai FC - Samurai Fight Combat      | 12 de septiembre de 2009 | 3     | 5:00   | Curitiba                    | |
| Derrota       | 5–3       | Erick Carlos Silva  | Decisión (unánime)                    | Blackout FC 3                          | 5 de septiembre de 2009  | 3     | 5:00   | Balneário Camboriú          | |
| Derrota       | 5–2       | Felipe Arantes      | Sumisión (armbar)                     | Paranagua Fight 5                      | 7 de agosto de 2009      | 1     | 1:12   | Paranaguá                   | |
| Victoria      | 5–1       | Márcio Sapo         | Decisión (unánime)                    | Nitrix - Show Fight 2                  | 16 de mayo de 2009       | 3     | 5:00   | Joinville                   | |
| Victoria      | 4–1       | Alexandre Chatuba   | Decisión (unánime)                    | VIP - Stage 3                          | 2 de mayo de 2009        | 2     | N/A    | Joinville                   | |
| Derrota       | 3–1       | Nelson Velasques    | Sumisión (rear naked choke)           | Golden Fighters 1                      | 18 de abril de 2009      | 1     | 4:02   | Novo Hamburgo               | |
| Victoria      | 3–0       | Claudinei Rodríguez | Decisión (unánime)                    | Floripa Fight 5                        | 7 de marzo de 2009       | 3     | 5:00   | Florianópolis               | |
| Victoria      | 2–0       | Heriton Alves       | KO (golpes)                           | Paranagua Fight 3                      | 11 de noviembre de 2008  | 1     | N/A    | Paranaguá                   | |
| Victoria      | 1–0       | Mauricio Alves      | TKO (golpes)                          | Paranagua Fight 2                      | 5 de septiembre de 2008  | 2     | 1:25   | Paranaguá                   | |